# Fashion Pack
Fashion Pack (anche noto come Fashion Pack (Studio 54)) è un singolo del 1979 della cantante francese Amanda Lear, estratto dall'album Never Trust a Pretty Face.
La canzone fu composta e prodotta da Anthony Monn, collaboratore di lunga data di Lear. A livello musicale, il brano esalta i suoni mainstream della disco music, che nella seconda metà degli anni '70 aveva raggiunto l'apice della propria popolarità. Il testo, scritto da Lear, si concentra sugli aspetti positivi della fama e immortala l'eminenza dello Studio 54 di Manhattan all'epoca (da qui il sottotitolo). Sono infatti citati alcuni dei frequentatori più celebri della discoteca, quali Andy Warhol, Margaux Hemingway, Francesco Scavullo, Liza Minnelli, Bianca Jagger e Paloma Picasso.
La canzone fa inoltre riferimento ad istituzioni e fenomeni culturali dell'epoca, quali le riviste Vogue, Women's Wear Daily, Interview e Ritz, nonché al "travoltare" e allo "sniffare". La seconda strofa della canzone si concentra invece su Parigi, sui suoi locali e sui suoi stilisti (Yves Saint Laurent e Loulou de la Falaise).
L'artista ha ri-registrato Fashion Pack quattro volte negli anni successivi, rimuovendo ogni riferimento all'era disco degli anni '70.

## Cover
- Il brano è stato eseguito da Louise English e Sue Upton durante la puntata del 5 marzo 1980 del Benny Hill Show.
- Nel 2006, il cantante spagnolo Pedro Marín ha pubblicato una cover della canzone nel suo album tributo ad Amanda Lear, Diamonds.
- La cantante italiana Anna Clementi ha eseguito la canzone nel suo album del 2012 Fräulein Annie.